# Colonel Newcome
Colonel Newcome (ou Colonel Newcome, the Perfect Gentleman) é um filme mudo de drama britânico de 1920, dirigido por Fred Goodwins e estrelado por Milton Rosmer, Joyce Carey e Temple Bell. Foi baseado no romance The Newcomes, de William Makepeace Thackeray.

## Elenco
- Milton Rosmer – B. Newcombe
- Joyce Carey – Rose
- Temple Bell – Ethel Newcome
- Louis Willoughby – Newcombe
- Dame May Whitty – Sra. Mackenzie
- Fred Morgan – Baynham
- Haidee Wright – Lady Newcome
- Bobby Andrews – C. Newcombe
- Norma Whalley – Lady Clare